# 五代史補
《五代史補》，北宋陶岳著，凡五卷。
陶岳以為薛居正等撰《舊五代史》尚有不足之處，因取“諸國竊據，累朝創業事蹟，編次成書，以補所未及”。大中祥符五年（1012年）成书，“虽同小说，颇资大猷，聊以备于阙遗”。《五代史補》共載一○七事，今本僅載一○四事，後梁有二十一事，後唐、後晉、後漢各二十事，後周二十三事。《新五代史》、《資治通鑑》多采用之。